# Wladimir Alexejewitsch Piast
Wladimir Alexejewitsch Piast (russisch Владимир Алексеевич Пяст, eigentlich Vladimir Alekseevich Pestovskii/Vladimir Aléxéievitch Pestovski; * 30. Juni 1886 in Sankt Petersburg; † 19. November 1940 in Golizyno) war ein sowjetischer Dichter, Übersetzer und Literaturkritiker. Er war befreundet mit Alexander Blok, der ihn stark beeinflusste.
Piast veröffentlichte 1905 erste Gedichte. 1930 wurde er von den stalinistischen Behörden verhaftet, bis 1936 lebte er in Verbannung. Er starb im Juni 1940 und wurde auf dem Nowodewitschi-Friedhof begraben.